# Cúmbia na Argentina
A cúmbia é hoje o ritmo musical mais popular da Argentina. Até em lugares distantes de grandes centros populacionais, como por exemplo Bariloche, a cúmbia predomina. Ouve-se cúmbia nos guetos portenhos, nas residências, em todos os lugares. Além disso, a Argentina vem produzindo enormes talentos no gênero. A Argentina hoje "exporta" sua cúmbia para o mundo inteiro, com apresentações de seus principais conjuntos, como o Rafaga em shows na Europa e o Kumbia Kings em shows nos EUA (país onde vivem, mas não deixam a cúmbia argentina de fora de suas músicas).

## Artistas e compositores
Hoje a cúmbia argentina possui uma infinidade de artistas conhecidos e consagrados. O Amar Azul, faz grande sucesso dentro e fora da Argentina, como por exemplo, no Chile, onde já se apresentou algumas vezes e levou multidões às suas apresentações.
O jogador de futebol argentino Carlos Tevez tem tanto gosto pela cúmbia, e para não se afastar de seus amigos do bairro, criou com eles a banda Piola Vago. Faz sucesso na Argentina, e, quando ele veio jogar no Corinthians, trouxe algumas músicas da banda para o Brasil.